# Stahlrad Laatzen von 1897
Stahlrad Laatzen von 1897 ist ein Ende des 19. Jahrhunderts gegründeter Radsport-Verein, der neben Radrennen auch Radwanderungen und Radball anbietet. Sitz des eingetragenen Vereins ist Alter Markt 2 in 30880 Laatzen.

## Geschichte
Der schon zur Zeit des Deutschen Kaiserreichs 1897 gegründete Verein war der erste, den der Steher-Weltmeister von 1930, Erich Möller, für seine Laufbahn wählte.
Ab den 1920er Jahren veranstaltete Stahlrad Laatzen zahlreiche Querfeldein- und Aschenbahn-Rennen.

## Bekannte Siege aus den Mitgliederreihen
- 1972: Karl Köther wurde bei den Olympischen Sommerspielen 1972 in München Vierter im Sprint.[1]
- 1976: Marianne Stuwe wurde deutsche Meisterin im Straßenrennen sowie in der 3000-Meter-Verfolgung auf der Bahn.[1]